# Las Rozas de Madrid
Las Rozas de Madrid è un comune spagnolo di 88 065 abitanti situato nella comunità autonoma di Madrid.
Ospita la sede sociale della Real Federación Española de Fútbol, con il ritiro ufficiale della nazionale spagnola di calcio.

## Storia

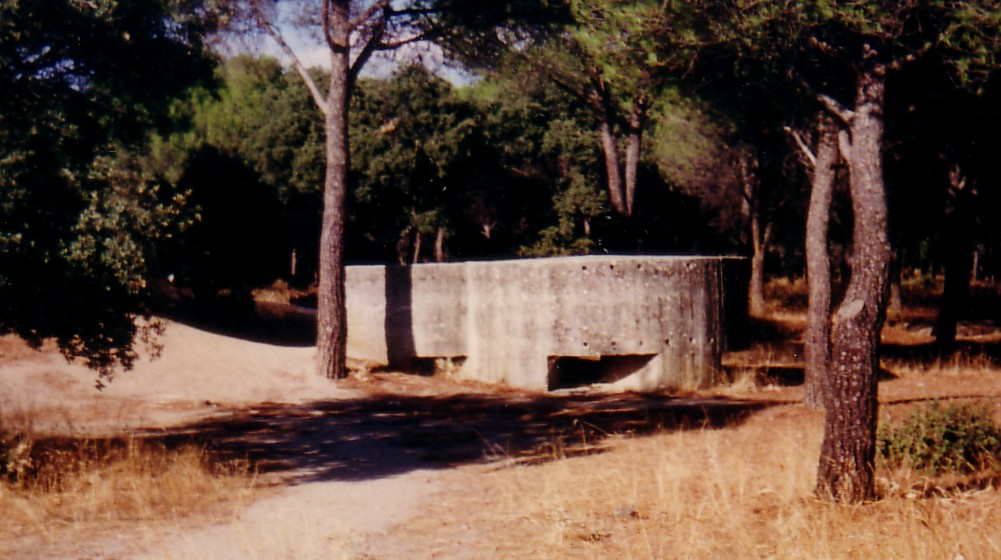
Bunker in cemento armato nella Dehesa de Navalcarbón, risalente alla guerra civile spagnola (1936-1938).

La Dehesa di Santa Maria di Retamàr viene menzionata a partire dal 1303, come sede di una miracolosa apparizione della Madonna. Tuttavia la prima menzione di Las Rozas risale al 1376, come riportato nel tomo V delle "Relaciones històrico-geogràfico-estadìsticas de los pueblos de España" risalente all'epoca di Filippo II di spagna.

Sotto il regno di Carlo III di Borbone, la località di Las Matas veniva nominata come stazione di posta lungo un canale (progettato e mai realizzato) di collegamento tra i fiumi Manzanarre e Guadarrama. Questa località era anche una stazione di posta sulla strada tra Madrid e Segovia, e poi fu servita con una stazione ferroviaria della RENFE.
Il territorio di Las Rozas fu oggetto di un'aspra battaglia tra franchisti e repubblicani durante la guerra civile spagnola, nell'inverno 1936. Di questo scontro restano i bunker in cemento armato disseminati nel territorio cittadino. Il centro abitato fu completamente distrutto, e pertanto dovette essere inserito dal Ministerio de la Gobernación (o dell'Interno) nell'elenco delle regiones devastades dalla guerra, per la ricostruzione ad opera del Servicio Nacional de Regiones Devastadas y Reparaciones.
Attualmente Las Rozas è un popoloso comune residenziale dell'hinterland madrileno, in tumultuosa crescita demografica ed urbanistica, dotato di buone strutture sportive, scolastiche e giovanili. Nell'agosto 2011 ha ospitato circa 2000 giovani pellegrini, soprattutto italiani ed argentini, della Giornata Mondiale della Gioventù 2011.

### Media

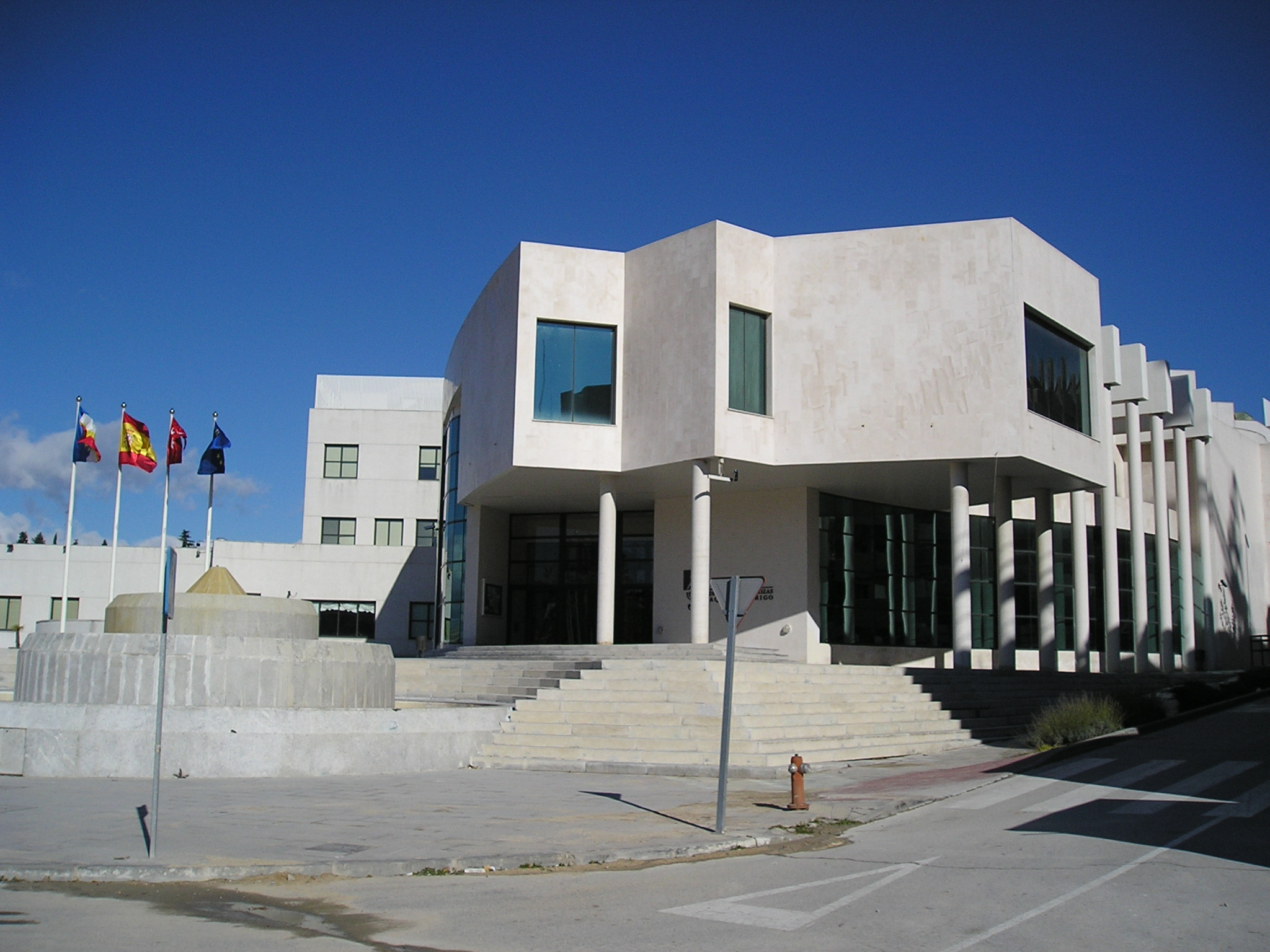
L'auditorio municipal de música Joaquín Rodrigo.

## Cultura

### Teatro e Musica
Nel 1999 è stato inaugurato l'auditorio municipal de música Joaquín Rodrigo, con una sala da 600 posti, una delle più grandi della Comunità di Madrid. La stessa struttura ospita anche la Concejalía (assessorato) de Educación e de Cultura, la scuola ufficiale di linguaggi, la scuola di musica e danza e la scuola per adulti.
Il cartellone degli eventi teatrali e musicali è continuamente aggiornato qui.

### Cinema
Il produttore cinematografico Samuel Bronston negli anni Sessanta installò a Las Rozas un set cinematografico hollywoodiano. Il film 55 giorni a Pechino (1963) fu girato appunto qui, ma si rivelò un flop commerciale nonostante alcuni apprezzamenti della critica, e pertanto il set dovette chiudere ben presto. Bronston comunque alla sua morte nel 1994 fu sepolto a Las Rozas.
A Las Rozas c'è un cinema multisala, sito all'interno del parco commerciale Heron City.

### Eventi
- Festa di San Michele Arcangelo (29 settembre). Patrono del comune: per l'evento, si organizzano la processione e corride di tori.
- Festa di Santa Maria di Retamosa (primo lunedì di maggio). La statua della Madonna di Retamosa viene portata in processione dal santuario fuori città nella Dehesa di Navalcarbòn alla chiesa di San Michele Arcangelo.
- Festa di San Giuseppe lavoratore (1º maggio). Patrono della località di Las Matas.
- Epifania (6 gennaio). Era usanza che i ragazzi in età di leva militare incendiassero un pupazzo di paglia in una zona rurale. Oggi questa usanza non è più tanto sentita sia per l'abolizione della leva militare obbligatoria, sia per la massiccia urbanizzazione del comune che rende difficile trovare un vasto spazio aperto in cui fare il rogo.

## Sport

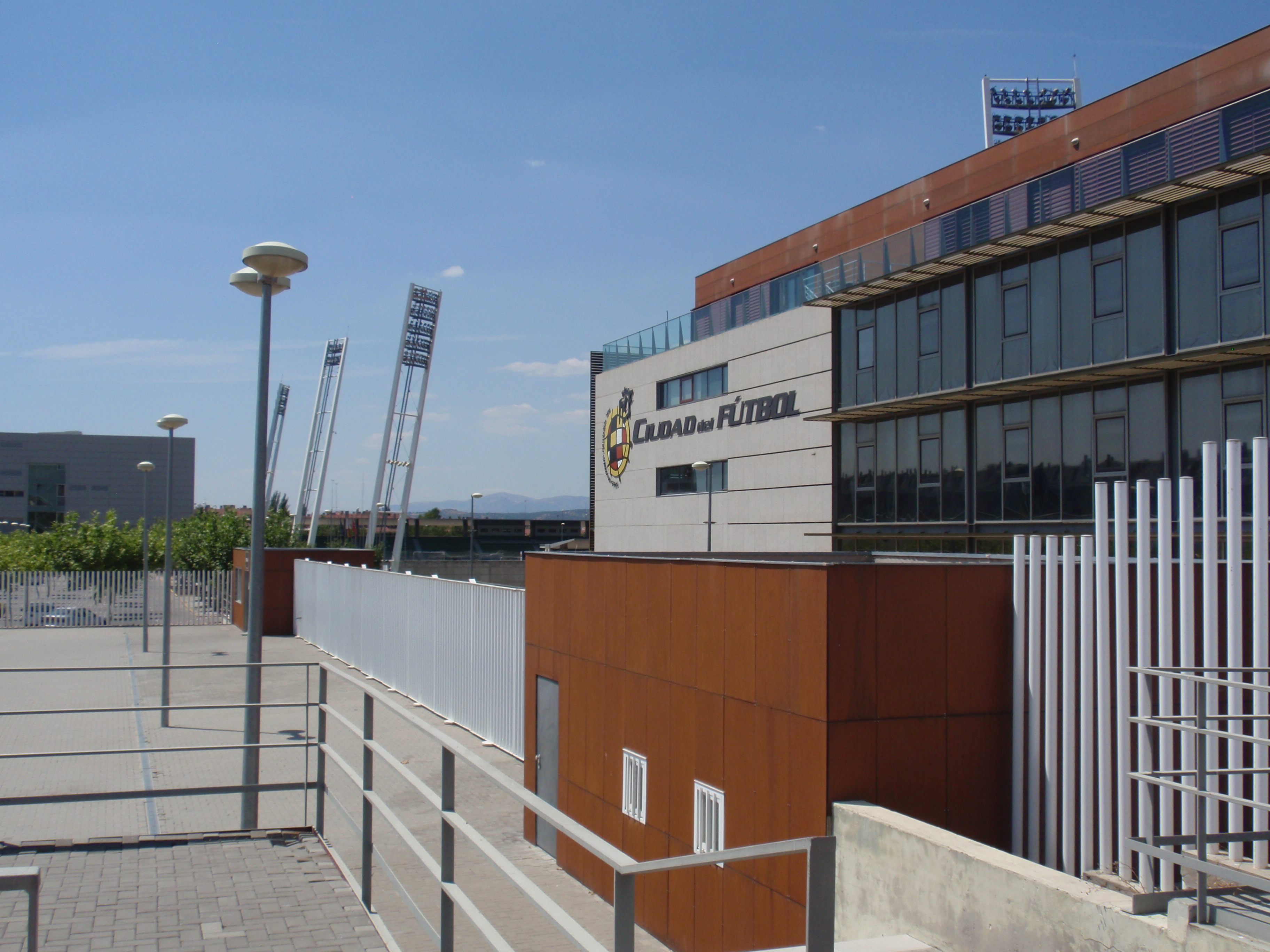
La Ciudad del Fútbol, sede della nazionale di calcio spagnola.

Il principale club calcistico comunale, il Las Rozas Club de Fútbol, milita nella Tercera Division spagnola (praticamente la Serie D italiana). Fondato nel 1966, tra alterne vicende societarie è arrivato fino a militare in diverse stagioni la Segunda División B. Gioca le gare casalinghe al Polideportivo Comunàl Dehesa de Navalcarbon.
Las Rozas ospita la sede sociale ed il ritiro della Real Federación Española de Fútbol, presso la Ciudad del Fútbol.